# Neotrichia abbreviatoides
Neotrichia abbreviatoides är en nattsländeart som beskrevs av Angrisano 1995. Neotrichia abbreviatoides ingår i släktet Neotrichia och familjen smånattsländor. Inga underarter finns listade i Catalogue of Life.